# Retórica (Aristóteles)
A Retórica (em grego clássico: Τέχνη ῥητορική; romaniz.: Téchnē rhētorikḗ) é um tratado do Século IV a.C. escrito por de Aristóteles sobre a arte da retórica. É amplamente considerada como "a mais importante obra sobre persuasão já escrita".
Retórica é uma das obras acromáticas do autor, ou seja, desenvolvida pelo filósofo para ser estudada por seus alunos no Liceu. O texto é composto por três livros, para cada um dos quais pode-se identificar um tema preciso: o Livro I é dedicado à figura do orador; o Livro II trata do público; ao passo que o livro III, que é mais curto, dedica-se a análise da mensagem.

## Contexto e desenvolvimento
Nos anos 350 a.C. a retórica já tinha mais de um século de história.   O contexto da Atenas Antiga favorecia a oratória e a arte da persuasão. Dos trinta mil cidadãos atenienses com direito a participar da vida política, mais de 20% compareciam às reuniões da Assembleia.
O tratado foi concebido durante dois períodos distintos em que Aristóteles esteve em Atenas: O primeiro, de 367 a.C.-347 a.C., época em que o filósofo de estagira ainda era aluno da Academia de Platão, o segundo, de 335 a.C.-332 a.C., quando ele já comandava sua própria escola, o Liceu.
Como as outras obras de Aristóteles que sobreviveram desde a antiguidade, a Retórica parece não ter sido desenvolvida para publicação, constituindo, em vez disso, uma coleção de notas de seus alunos em resposta a suas palestras.
Aristóteles ampliou o estudo da retórica para além da crítica inicial feita por seu mestre, Platão, que classificou em sua obra Górgias (380 a.C.), a arte da retórica como imoral, perigosa e indigna de estudo sério. Posteriormente, no Fedro (por volta de 370 a.C.), Platão ofereceu uma visão mais moderada da retórica, reconhecendo que, apesar de não constituir uma técnica legítima, a retórica tem poder sobre a pólis e seus cidadãos.
Seguindo uma abordagem distinta de seu mestre, Aristóteles busca desenvolver um estudo sistemático e científico sobre o tema da retórica.

## Importância e legado
Especialistas sobre retórica, filósofos e historiadores costumam considerar Retórica a mais importante obra sobre o tema. De fato, autores romanos como Quintiliano e Cícero, por exemplo, foram influenciados pelo tratado. Muitos dos estudos posteriores sobre a arte retórica foram desenvolvidos aprofundando, contestando e até mesmo atacando conceitos estabelecidos na Retórica. que constitui objeto de estudo até o presente.
Scholars contemporâneos como Gross e Walzer afirmam que, assim como Alfred North Whitehead considerava toda a filosofia ocidental uma nota de rodapé para Platão, "toda a teoria retórica subsequente é apenas uma série de respostas a questões levantadas pela Retórica de Aristóteles.

## Temas

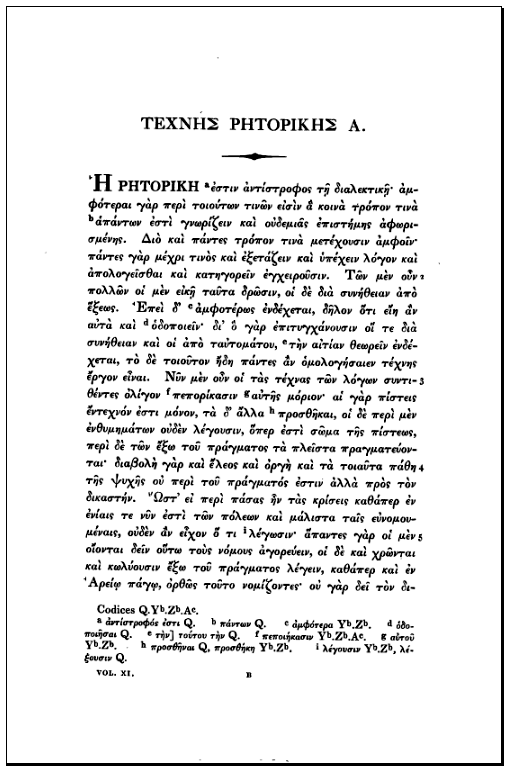
Primeira página de Retórica.

Uma das características da abordagem aristotélica é a de que a retórica constitui — juntamente com a lógica e a dialética — um dos três elementos-chave da filosofia. De fato, já na abertura do livro, está registrado que "A retórica é uma contraparte (antístrofe) da dialética":
"A retórica é a outra face da dialética, pois ambas se ocupam de questões mais ou menos ligadas ao conhecimento comum e não correspondem a nenhuma ciência em particular. De facto, todas as pessoas de algum  modo participam de uma e de outra, pois todas elas tentam, em certa medida, questionar e sustentar um argumento, defender-se ou acusar".
Segundo Aristóteles, a lógica se preocupa com o raciocínio que visa alcançar a certeza científica, enquanto a dialética e a retórica se preocupam com a probabilidade e, portanto, são os ramos da filosofia mais adequados aos estudos próximos de temas que seriam propriamente "humanos", de acordo com sua concepção.
A dialética constitui uma ferramenta para o debate filosófico; é um meio para o público qualificado testar o conhecimento provável. A retórica, por sua vez, é uma ferramenta para o debate prático; é um meio de persuadir uma audiência geral usando conhecimentos prováveis para resolver questões práticas.

### Livro I (1354a - 1377b)
Aristóteles divide o discurso em três gêneros: 
1. Discurso político ou deliberativo (γένος συμβουλευτικόν). Buscam persuadir ou dissuadir o público. Podem ser privados (conselhos ou censuras) ou públicos (é o caso das leis e constituições). Um discurso deliberativo tratará, portanto, de temas políticos ou morais, e seus fins serão a felicidade e o bem; tendo por objeto as decisões com vistas ao futuro.[12]
2. Discurso epidítico ou demonstrativo (γένος ἐπιδεικτικόν). O gênero inventado por Górgias tem como propósito o elogio e a crítica. Com efeito, a retórica epidítica visa demonstrar a virtude e a excelência de uma pessoa, através das várias formas de louvor, e por isso se refere ao presente.[13]
3. Discurso Judicial (γένος δικανικόν). É o tipo de retórica usada nos tribunais para defender ou acusar um réu. Faz amplo uso de argumentos não-técnicos (leis escritas e não escritas, testemunhos, contratos) e tenta investigar a causa de uma ação criminal, tentando também determinar se uma ação é pior do que outra. Seu tempo de referência é o passado.[14]

A retórica é sempre apoiada por evidências. Os meios de demonstração que valem para cada discurso: o judicial tem como principal instrumento o silogismo retórico ou entimema, o deliberativo privilegia o exemplo e o epidítico, por fim, propõe a amplificação.

### Livro II (1377b - 1403a)
No Livro II, o plano emocional é analisado em sua relação com a recepção do discurso retórico. Nesse sentido, Aristóteles identifica e descreve uma série de emoções e caracteres que são fundamentais para a produção de um discurso persuasivo:   
- A ira, formada por uma mistura de prazer e dor, é um impulso de buscar a vingança contra o desdém injustificado, o ultraje ou o vexame. Quanto às situações, estamos em cólera quando entristecidos, incapacitados de agir, contrariados, esquecidos, perturbados, enfermos, empobrecidos, em guerra, famintos, insatisfeitos ou ainda apaixonados. A calma complementa a ira e vice-versa, pois ambas dependem do tempo para terem início ou fim. O orador deve, segundo Aristóteles, mobilizar a ira de modo a inculpar seu adversário como causador da cólera perante os ouvintes.

- A calma é o oposto da ira, constituindo-se, portanto, como “um apaziguamento e uma pacificação da ira”.[15] O indivíduo se mostra calmo em relação a alguém que teme, respeita ou aparenta estar envergonhado. Quanto às situações, estamos calmos nos jogos, nos risos, nas festas, nos dias felizes, na ocasião de negócios bem-sucedidos, na prosperidade e na ausência de dor. Além disso, a calma também sobrevém quando os ofensores são punidos ou quando eles não sabem que são penalizados por nossa causa. Para Aristóteles, em síntese, esses são os tópicos que podem ser evocados pelo orador sempre que se almeje pacificar um auditório.

- A amizade é fruto do amor por aqueles que se assemelham a nós. Um amigo é uma pessoa com a qual criamos laços afetivos por diversos motivos, mas principalmente pela partilha de ideias e interesses similares aos nossos. Portanto, um amigo é uma pessoa querida, a qual queremos por perto, pois esta troca de afetos é fundamental para suportar a vida. A amizade engloba então o amor, a felicidade, a empatia, a lealdade e o respeito.

- Já a inimizade é o oposto da amizade, ou seja, uma relação na qual as partes procuram o benefício próprio ou mesmo o mal do outro. É causada pela cólera, pela calúnia e pelo vexame. Além disso, a inimizade possui uma dimensão mais pessoal e direta entre os indivíduos, com as tensões sendo direcionadas antes para uma pessoa específica do que para um grupo ou característica.

- O temor é definido pela perturbação sentida quando se acredita que um mal destrutivo está prestes a acontecer, ou seja, o medo é fruto de um perigo próximo.[16] Entre as coisas que são fonte de temor destacam-se as pessoas que têm a capacidade de fazer algum mal, principalmente se estamos submetidos a elas. Esta é uma situação perigosa, pois, para Aristóteles, os homens geralmente são maus. Assim: “Os que podem cometer injustiça são temidos pelos que podem ser vítimas dela” [17] Se um orador pretende conduzir seus ouvintes ao temor, deve fazê-los acreditar no perigo de um mal próximo.

- A confiança é o contrário do medo. Ela é inspirada por desgraças que estão longe e, inversamente, por meios de salvação próximos. Assim, a confiança se consolida quando não sofremos e nem cometemos injustiças, quando não temos competidores em uma situação ou quando escapamos de perigos iminentes. Aristóteles também indica que algumas posses podem inspirar confiança, como é o caso de riqueza, força física, amigos, terras e equipamentos bélicos.[18]

- A vergonha se apresenta como uma “perturbação de espírito relativamente aos vícios presentes, passados e futuros”.[19] A vergonha não deixa de ser uma representação imaginária e nos afeta sobretudo diante de pessoas “cuja opinião nos interessa”,[20] ou seja, pessoas que admiramos ou que nos admiram.

- A desvergonha é definida como o desprezo ou a insensibilidade em relação aos vícios. Aristóteles não aprofunda sua caracterização, mas a desvergonha pode ser investigada a partir dos elementos contrários à vergonha.

- A amabilidade, também chamada de favor, é a ação feita ao necessitado sem buscar recompensas, visando tão somente o interesse do beneficiado. Quanto maior a necessidade do beneficiado e/ou a complexidade da tarefa, maior é o favor; consequentemente, maior será a gratidão do beneficiado — por isso, para Aristóteles, os mais gratos são os pobres e os exilados.

- A piedade é tratada como um sentimento de pena ou compaixão diante de alguém que sofre um mal sem no entanto merecê-lo.  Aristóteles de início indica aqueles indivíduos que não são passíveis de senti-la. Seriam eles os que já consideram ter sofrido todos os males e também os que acreditam que nenhum mal pode atingi-los. No entanto, todos aqueles que pensam poder recair o mal sobre si — os pais, os filhos, os calculistas, os medrosos, os idosos etc. —, se acreditam na honra, sentem a piedade ao perceber uma vítima honrada deste mal. O filósofo ainda ressalta as situações onde ela pode surgir: com pessoas conhecidas, mas não íntimas, com os semelhantes e, por fim, com cenas temporalmente próximas de nós.

- A indignação é o oposto da piedade, pois representa “a pena que se sente por males imerecidos".[21] Entre esses males que levam à indignação, Aristóteles identifica o caso do indivíduo que acredita equivocadamente ser superior aos outros e também o exemplo de pessoas ambiciosas que conseguem as coisas sem, contudo, merecê-las. Além desses casos, Aristóteles menciona a existência de um grupo que não sente indignação, composto de “seres de caráter servil” e por indivíduos “desprovidos de ambição”.[22]

- A inveja consiste em uma consternação sentida quando se observa o sucesso de outros ao alcançar certas virtudes e bens que o invejoso não conseguiu obter, ou obteve certa vez e perdeu. Estão sujeitos à inveja tanto homens ambiciosos que buscam glória em algum campo quanto os mesquinhos. Em relação à retórica, Aristóteles ressalta que “se os oradores são capazes de suscitar tal disposição nos ouvintes, e se os que pretendem ser dignos de suscitar piedade ou de obter algum bem são representados como invejosos, é óbvio que não obterão compaixão dos que têm autoridade”.[23] Assim, um orador que traz à tona o vício de alguém tem o poder de desvirtuar tal pessoa aos olhos da audiência.

- Emulação é o sentimento que leva uma pessoa a uma competitividade saudável para alcançar algum objetivo. Tal objetivo pode ser superar alguém ou obter algum bem honorífico. É preciso entender que a emulação não é sinônimo de inveja ou desprezo, e sim o seu oposto. As pessoas émulas são aquelas que se julgam dignas de um bem que não possuem,[24] enquanto o que move o invejoso é impedir o outro de conquistar algo.[25]

Os caracteres, por sua vez, estão relacionados tanto à idade dos homens (os jovens, os ricos, os que estão no auge da vida), quanto à fortuna (os nobres, os ricos e os poderosos). Nesse livro, Aristóteles também volta  a analisar as formas de argumentação, sendo apresentada uma série de tópicos argumentativos, incluindo o uso de máximas na argumentação e o uso dos entimemas.

### Livro III (1403a - 1420a)
Por fim, no Livro III, o estilo e a composição do discurso retórico são analisados. Além de elementos tais como clareza, correção gramatical e ritmo, Aristóteles também se dedica a escrever sobre o uso da metáfora e as partes que compõem um discurso.

## Edições críticas
- Ars rhetorica. Oxonii e Typographeo Clarendoniano, Oxford University Press, 1989. Recognovit brevique adnotatione critica instruxit W. D. Ross.

### Em português
- Arte Retórica e Arte Poética. Introdução Goffredo Telles Junior. Tradução de Antônio Pinto de Carvalho. Rio de Janeiro: Ediouro - Tecnoprint, 1979.
- Retórica. Introdução de Manuel Alexandre Junior. Tradução do grego e notas de Manuel  Alexandre  Junior,  Paulo  Farmhouse  Alberto e Abel do Nascimento Pena. Lisboa: INCM, 1998. ISBN 9722709097. 2a. edição, revista: 2005. ISBN 9722713779.
- Retórica das paixões.  Prefácio: Michael Meyer. Introdução, notas e tradução do grego:  Isis  Borges  B.  da  Fonseca.  São  Paulo:  Martins  Fontes,  2000. Edição Bilíngue Grego-Português. ISBN 8533611463 (esta tradução contém apenas a primeira parte do livro II, que trata das paixões).
- Retórica. Tradução do grego, textos adicionais e notas de Edson Bini. São Paulo: Edipro, 2011. 272p. ISBN 9788572837460